# Ulpius Limenius
Ulpius Limenius (gestorben 3. April 349) war ein spätantiker römischer Politiker des 4. Jahrhunderts.
Im Jahr 342 war er Prokonsul von Konstantinopel. In dieser Funktion unterstützte er die Anklagen gegen den Rhetor Libanios, der von seinen Rivalen der Magie und des Hochverrats beschuldigt wurde, was Libanios zwang, die Stadt zu verlassen.
Am 12. Juni 347 wurde er zugleich Prätorianerpräfekt von Italien und Stadtpräfekt von Rom sowie Konsul im Jahr 349. Diese Ämter bekleidete er bis zum 8. April 349. An diesem Tag scheint er gestorben zu sein, da keine Nachfolger bestimmt wurden und die Ämter 41 Tage unbesetzt blieben.
Eine sehr lückenhafte Inschrift aus Ostia Antica könnte sich auf ihn beziehen:

“[Im]p(eratori) d(omino) n(ostro) Inv[icto ...] / [Caes]ari [ // ]+orem ma[ris(?) ...]um / [... rev]ocaret aut vinceret / [...]a thermarum{m} mari / [...]a ferro h[...] tubulo+[...] / +a[...]/niana [... diligen]/ter(?) repara[vit ...] / Ulpio [Limenio(?)] / v(iro) c(larissimo) et [inl(ustri?)]”

„Für den Kaiser, unseren Herrn, den Unbesiegten Caesar ... des Meeres ... zurückrufen oder besiegen ... der Thermen am Meer ... mit Eisen und Rohren ... sorgfältig reparierte ... Ulpius [Limenius?], der hochberühmte und [illustre?] Mann.“

Eine Interpretation deutet darauf hin, dass Ulpius (Limenius?) möglicherweise für Schutzmaßnahmen wie den Bau von Wellenbrechern, die Verstärkung von Strukturen mit Eisen und Rohren („ferro ... tubulo“) oder andere Baumaßnahmen verantwortlich war, um die Thermen vor Schäden durch das Meer zu bewahren.
Eine weitere fragmentarische Inschrift von der Isola Sacra nennt einen Ulpius Li(menius?), der Restaurationsarbeiten an einem Gebäude in der Stadt Portus Romae durchführte.